# 586 TCN
586 TCN là một năm trong lịch La Mã.